# Fri dimensionering
Fri dimensionering är idén att universitet och högskolor ska tillhandahålla studieplatser som studenterna efterfrågar, i motsats till att till exempel begränsa intagningen enligt en antagen efterfrågan på arbetsmarknaden.
Det finns inte alltid något klart samband mellan populära utbildningar och populära yrken. Det är alltså vanligt att ungdomar söker sig till vissa utbildningar för att senare konstatera att denna inte i praktiken kommer att leda till någon attraktiv karriär. Begränsning av intagningen kan göras dels för att minska på samhällets kostnader, dels för att skydda ungdomar mot sådana besvikelser.
För fri dimensionering talar bland annat liberalistiska tankar om att var och en bör kunna ta ansvar för sina val och det faktum att efterfrågan på arbetsmarknaden inte alltid är lätt att bedöma. För många yrken är den specifika utbildningen inte avgörande, utan de färdigheter som behövs kan uppnås genom många olika slags utbildningar.
Det kan betraktas som värdefullt även med annan kunskap än den som direkt behövs i arbetslivet. De utbildningar som tenderar ha fler sökande än vad som motsvarar behovet av arbetskraft har ofta att göra med konst, språk, annan humaniora eller samhällsvetenskap – ämnesområden som ofta är till nytta också utanför arbetslivet.
I praktiken dimensioneras antagningen ofta med beaktande av såväl popularitet, arbetsmarknad, regionalpolitik som behov vid de enskilda högskolorna.